# A Riley a nagyvilágban epizódjainak listája
A Riley a nagyvilágban (eredeti cím: Girl Meets World) amerikai televíziós filmsorozat, amelyet Michael Jacobs és April Kelly készített a Disney Channel számára. A zenéjét Phil Rosenthal szerezte, a producere Frank Pace; a főszerepben Rowan Blanchard és Sabrina Carpenter látható. Amerikában 2014. június 27-én volt a premiere, Magyarországon pedig 2014. október 11-én mutatták be.
2015. november 25-én berendelték a sorozat harmadik évadát. Amerikában 2016. június 3-án volt a premier, Magyarországon pedig 2017. január 7-én.

## Évados áttekintés
| Évad | Évad        | Epizódok    | Eredeti sugárzás  | Eredeti sugárzás  | Magyar sugárzás   | Magyar sugárzás    |
| Évad | Évad        | Epizódok    | Évadpremier       | Évadfinálé        | Évadpremier       | Évadfinálé         |
| ---- | ----------- | ----------- | ----------------- | ----------------- | ----------------- | ------------------ |
|      | 1           | 20          | 2014. június 27.  | 2015. március 27. | 2014. október 11. | 2015. december 9.  |
|      | Különkiadás | Különkiadás | 2015. április 17. | 2015. április 17. | 2015. október 24. | 2015. október 24.  |
|      | 2           | 30          | 2015. május 11.   | 2016. március 11. | 2015. november 7. | 2016. december 18. |
|      | 3           | 21          | 2016. június 3.   | 2017 január 20.   | 2017. január 7.   | 2019. október 18.  |

## Epizódok

### 1. évad
| #   | #   | Eredeti cím                      | Magyar cím                    | Rendezte       | Írta                      | Eredeti premier      | Magyar premier       |
| --- | --- | -------------------------------- | ----------------------------- | -------------- | ------------------------- | -------------------- | -------------------- |
| 1.  | 1.  | Girl Meets World                 | Riley és a nagyvilág          | John Whitesell | Michael Jacobs            | 2014. június 27.     | 2014. október 11.    |
| 2.  | 2.  | Girl Meets Boy                   | Riley és a fiú                | Joel Zwick     | Michael Jacobs            | 2014. július 11.     | 2014. november 15.   |
| 3.  | 3.  | Girl Meets Sneak Attack          | Riley és az alattomos támadás | Joel Zwick     | Cindy Fang                | 2014. július 18.     | 2014. november 22.   |
| 4.  | 4.  | Girl Meets Father                | Riley és apa                  | Joel Zwick     | Randi Barnes              | 2014. július 25.     | 2014. november 29.   |
| 5.  | 5.  | Girl Meets the Truth             | Riley és az igazság           | Joel Zwick     | Matthew Nelson            | 2014. augusztus 1.   | 2014. december 6.    |
| 6.  | 6.  | Girl Meets Popular               | Riley és a népszerűség        | Jon Rosenbaum  | Jeff Menell               | 2014. augusztus 8.   | 2014. december 13.   |
| 7.  | 7.  | Girl Meets Maya's Mother         | Riley és Maya mamája          | John Whitesell | Matthew Nelson            | 2014. augusztus 15.  | 2014. december 20.   |
| 8.  | 8.  | Girl Meets Smackle               | Riley és Smackle              | Ben Savage     | Teresa Kale               | 2014. szeptember 12. | 2015. február 14.    |
| 9.  | 9.  | Girl Meets 1961                  | Riley és 1961                 | Rider Strong   | Matthew Nelson            | 2014. szeptember 19. | 2014. december 27.   |
| 10. | 10. | Girl Meets Crazy Hat             | Riley és a bolond kalap       | Joel Zwick     | Lauren Otero              | 2014. szeptember 26. | 2015. február 7.     |
| 11. | 11. | Girl Meets World of Terror       | Riley és a halloween          | Joel Zwick     | Teresa Kale               | 2014. október 2.     | 2015. február 21.    |
| 12. | 12. | Girl Meets the Forgotten         | Riley és az elfelejtettek     | Joel Zwick     | Jeff Menell               | 2014. október 10.    | 2015. április 11.    |
| 13. | 13. | Girl Meets Flaws                 | Riley és a jellemhibák        | Joel Zwick     | Mark Blutman              | 2014. október 17.    | 2015. április 18.    |
| 14. | 14. | Girl Meets Friendship            | Riley és a barátság           | John Whitesell | Mark Blutman              | 2014. november 21.   | 2015. október 10.    |
| 15. | 15. | Girl Meets Brother               | Riley és öcsi                 | John Whitesell | Randi Barnes & Cindy Fang | 2014. november 28.   | 2015. április 25.    |
| 16. | 16. | Girl Meets Home for the Holidays | Riley és az ünnepek           | John Whitesell | Jeff Menell               | 2014. december 5.    | 2015. december 9.    |
| 17. | 17. | Girl Meets Game Night            | Riley és a játékeste          | Michael Kelly  | Cindy Fang & Lauren Otero | 2015. január 9.      | 2015. szeptember 12. |
| 18. | 18. | Girl Meets Master Plan           | Riley és a mesterterv         | Jon Rosenbaum  | Michael Jacobs            | 2015. január 16.     | 2015. október 3.     |
| 19. | 19. | Girl Meets Farkle's Choice       | Riley és Farkle választása    | John Whitesell | Mark Blutman              | 2015. február 6.     | 2015. szeptember 5.  |
| 20. | 20. | Girl Meets First Date            | Riley és az első randi        | Rider Strong   | Michael Jacobs            | 2015. március 27.    | 2015. szeptember 26. |

### Különkiadás (2015)
Ezt az epizódot az első és a második évad között sugározták a "What the What Weekend" részeként, és nem része egyik évadnak sem, annak ellenére, hogy a második évad alatt forgatták.
| #   | #  | Eredeti cím                                    | Magyar cím          | Rendezte   | Írta        | Eredeti premier   | Magyar premier    |
| --- | -- | ---------------------------------------------- | ------------------- | ---------- | ----------- | ----------------- | ----------------- |
| 21. | 1. | Girl Meets Demolition Girl Meets What the What | Riley és a rombolás | Joel Zwick | Jeff Menell | 2015. április 17. | 2015. október 24. |

### 2. évad
| #   | #   | Eredeti cím                                 | Magyar cím                               | Rendezte                     | Írta                                                       | Eredeti premier      | Magyar premier       |
| --- | --- | ------------------------------------------- | ---------------------------------------- | ---------------------------- | ---------------------------------------------------------- | -------------------- | -------------------- |
| 22. | 1.  | Girl Meets Gravity                          | Riley és a gravitáció                    | Rider Strong                 | Randi Barnes                                               | 2015. május 11.      | 2015. november 7.    |
| 23. | 2.  | Girl Meets the New World                    | Riley és az új világ                     | Joel Zwick                   | Teresa Kale                                                | 2015. május 12.      | 2015. november 14.   |
| 24. | 3.  | Girl Meets the Secret of Life               | Riley és az élet értelme                 | Rider Strong & Shiloh Strong | Mark Blutman                                               | 2015. május 13.      | 2015. november 21.   |
| 25. | 4.  | Girl Meets Pluto                            | Riley és Plútó                           | Joel Zwick                   | Matthew Nelson                                             | 2015. május 14.      | 2015. november 28.   |
| 26. | 5.  | Girl Meets Mr. Squirrels                    | Riley és Mr. Squirrels                   | Rider Strong & Shiloh Strong | Michael Jacobs                                             | 2015. május 15.      | 2015. december 5.    |
| 27. | 6.  | Girl Meets the Tell-Tale-Tot                | Riley és a beszélő krokett               | Ben Savage                   | Teresa Kale                                                | 2015. június 5.      | 2015. december 12.   |
| 28. | 7.  | Girl Meets Rules                            | Riley és a szabályok                     | Rider Strong & Shiloh Strong | Randi Barnes                                               | 2015. június 12.     | 2015. december 19.   |
| 29. | 8.  | Girl Meets Hurricane                        | Riley és a hurrikán                      | William Russ                 | Matthew Nelson                                             | 2015. június 19.     | 2015. december 26.   |
| 30. | 9.  | Girl Meets Mr. Squirrels Goes to Washington | Riley és Mr. Squirrels Washingtonba megy | Rider Strong & Shiloh Strong | Mark Blutman                                               | 2015. július 10.     | 2016. február 19.    |
| 31. | 10. | Girl Meets the New Teacher                  | Riley és az új tanár                     | Joel Zwick                   | Michael Jacobs                                             | 2015. július 17.     | 2016. szeptember 3.  |
| 32. | 11. | Girl Meets Fish                             | Riley és a hal                           | Michael A. Joesph            | David J. Jacobs & Michael Jacobs                           | 2015. július 24.     | 2015. október 17.    |
| 33. | 12. | Girl Meets Yearbook                         | Riley és az évkönyv                      | Rider Strong & Shiloh Strong | Teresa Kale                                                | 2015. augusztus 7.   | 2016. szeptember 10. |
| 34. | 13. | Girl Meets Semi-Formal                      | Riley és a tánc                          | Joel Zwick                   | Will Friedle                                               | 2015. augusztus 14.  | 2016. szeptember 17. |
| 35. | 14. | Girl Meets Creativity                       | Riley és a kreativitás                   | Rider Strong & Shiloh Strong | Matthew Nelson                                             | 2015. augusztus 21.  | 2016. szeptember 24. |
| 36. | 15. | Girl Meets I Am Farkle                      | Riley és az igazi Farkle                 | Willie Garson                | Mark Blutman                                               | 2015. szeptember 11. | 2016. október 15.    |
| 37. | 16. | Girl Meets Cory and Topanga                 | Riley, a kis Cory és a kis Topanga       | Ben Savage                   | Josh Jacobs                                                | 2015. szeptember 18. | 2016. november 5.    |
| 38. | 17. | Girl Meets Rileytown                        | Riley és a Rileyfalva                    | Michael A. Joseph            | Lauren Otero                                               | 2015. szeptember 25. | 2016. november 26.   |
| 39. | 18. | Girl Meets World of Terror 2                | Riley és a horror                        | Joel Zwick                   | Jeff Menell                                                | 2015. október 2.     | 2016. október 31.    |
| 40. | 19. | Girl Meets Rah Rah                          | Riley és a Rah Rah                       | Joel Zwick                   | Jeff Menell                                                | 2015. október 9.     | 2016. november 19.   |
| 41. | 20. | Girl Meets Texas: Part 1                    | Riley és Texas                           | Rider Strong & Shiloh Strong | Michael Jacobs & Michael Jacobs                            | 2015. október 16.    | 2016. november 27.   |
| 42. | 21. | Girl Meets Texas: Part 2                    | Riley és Texas                           | Rider Strong & Shiloh Strong | Michael Jacobs & Matthew Nelson                            | 2015. október 17.    | 2016. december 3.    |
| 43. | 22. | Girl Meets Texas: Part 3                    | Riley és Texas                           | Ben Savage                   | Michael Jacobs & Matthew Nelson                            | 2015. október 18.    | 2016. december 4.    |
| 44. | 23. | Girl Meets the Forgiveness Project          | Riley és a 'Bocsánatkérő projekt'        | Joel Zwick                   | Matthew Nelson                                             | 2015. november 6.    | 2016. november 12.   |
| 45. | 24. | Girl Meets Belief                           | Riley és a hit                           | Joel Zwick                   | Jeff Menell                                                | 2015. november 13.   | 2016. október 8.     |
| 46. | 25. | Girl Meets the New Year                     | Riley és az új év                        | Joel Zwick                   | Mark Blutman                                               | 2015. december 4.    | 2016. december 17.   |
| 47. | 26. | Girl Meets STEM                             | Riley és az ellenállás                   | Rider Strong & Shiloh Strong | Teresa Kale                                                | 2016. január 8.      | 2016. október 22.    |
| 48. | 27. | Girl Meets Money                            | Riley és a pénz                          | Rider Strong & Shiloh Strong | Történet: Aaron Jacobs & Jeff Menell Teleplay: Jeff Menell | 2016. január 22.     | 2016. december 10.   |
| 49. | 28. | Girl Meets Commonism                        | Riley és a kommunizmus                   | Danielle Fishel              | Joshua Jacobs & Michael Jacobs                             | 2016. február 12.    | 2016. október 1.     |
| 50. | 29. | Girl Meets the Bay Window                   | Riley és az ablakfülke                   | Ben Savage                   | Joshua Jacobs                                              | 2016. február 19.    | 2016. december 11.   |
| 51. | 30. | Girl Meets Legacy                           | Riley és az örökség                      | Joel Zwick                   | Randi Barnes                                               | 2016. március 11.    | 2016. december 18.   |

### 3. évad
| #   | #   | Eredeti cím                           | Magyar cím                            | Rendezte                     | Írta                                  | Eredeti premier      | Magyar premier    |
| --- | --- | ------------------------------------- | ------------------------------------- | ---------------------------- | ------------------------------------- | -------------------- | ----------------- |
| 52. | 1.  | Girl Meets High School: Part 1        | Riley és a gimnázium                  | Joel Zwick                   | Michael Jacobs                        | 2016. június 3.      | 2017. január 7.   |
| 53. | 2.  | Girl Meets High School: Part 2        | Riley és a gimnázium                  | Joel Zwick                   | Matthew Nelson                        | 2016. június 5.      | 2017. január 14.  |
| 54. | 3.  | Girl Meets Jexica                     | Riley és Jexica                       | Rider Strong & Shiloh Strong | Mackenzie Yeager                      | 2016. június 10.     | 2017. január 21.  |
| 55. | 4.  | Girl Meets Permanent Record           | Riley és az átlag                     | Rider Strong & Shiloh Strong | Teresa Kale                           | 2016. június 17.     | 2017. január 28.  |
| 56. | 5.  | Girl Meets Triangle                   | Riley és a háromszög                  | Ben Savage                   | Joshua Jacobs                         | 2016. június 24.     | 2017. február 4.  |
| 57. | 6.  | Girl Meets Upstate                    | Riley és a vidék                      | Joel Zwick                   | Mark Blutman                          | 2016. július 8.      | 2017. február 11. |
| 58. | 7.  | Girl Meets True Maya                  | Riley és az igazi Maya                | Danielle Fishel              | Matthew Nelson                        | 2016. július 15.     | 2017. február 18. |
| 59. | 8.  | Girl Meets Ski Lodge: Part 1          | Riley és a hegyi szálló               | Rider Strong & Shiloh Strong | Teresa Kale                           | 2016. július 22.     | 2017. február 25. |
| 60. | 9.  | Girl Meets Ski Lodge: Part 2          | Riley és a hegyi szálló               | Rider Strong & Shiloh Strong | Aaron Jacobs                          | 2016. július 29.     | 2017. március 4.  |
| 61. | 10. | Girl Meets I Do                       | Riley és az IGEN                      | Ben Savage                   | Mark Blutman                          | 2016. augusztus 12.  | 2017. március 11. |
| 62. | 11. | Girl Meets Real World                 | Riley és a rideg valóság              | Ben Savage                   | Joshua Jacobs                         | 2016. augusztus 19.  | 2017. március 18. |
| 63. | 12. | Girl Meets Bear                       | Riley és a maci                       | Robin Bronner                | Mackenzie Yeager                      | 2016. augusztus 26.  | 2017. március 25. |
| 64. | 13. | Girl Meets the Great Lady of New York | Riley és a New York-i szabadság hölgy | Rider Strong & Shiloh Strong | Jeff Menell                           | 2016. szeptember 16. | 2017. április 1.  |
| 65. | 14. | Girl Meets She Don't Like Me          | Riley és a nem szeretem lány          | Michael A. Joseph            | Jeff Menell                           | 2016. szeptember 23. | 2017. április 8.  |
| 66. | 15. | Girl Meets World of Terror 3          | Riley és a horror 3                   | Michael A. Joseph            | Joshua Jacobs                         | 2016. október 14.    | 2019. október 18. |
| 67. | 16  | Girl Meets Her Monster                | Riley és a szörnyeteg                 | Danielle Fisher              | Danielle Fisher & Ibrahim Ashmawey    | 2016. november 4.    | 2017. június 3.   |
| 68. | 17  | Girl Meets Hollyworld                 | Riley és a Holly-világ                | Ben Savage                   | Mackenzie Yeager                      | 2016. november 25.   | 2017. június 4.   |
| 69. | 18  | Girl Meets a Christmas Maya           | Riley és a karácsonyi Maya            | Ben Savage                   | Teresa Kale                           | 2016. december 2.    | 2017. december 3. |
| 70. | 19  | World Meets Girl                      | A nagyvilág Riley-ban                 | Joel Zwick                   | Matthew Nelson & Geralyn Ricciardella | 2017. január 6.      | 2017. június 10.  |
| 71. | 20  | Girl Meets Sweet Sixteen              | Riley és az édes tizenhat             | Danielle Fisher              | Michael Jacobs                        | 2017. január 13.     | 2017. június 17.  |
| 72. | 21  | Girl Meets Goodbye                    | Riley és a búcsúzás                   | Joel Zwick                   | Michael Jacobs                        | 2017. január 20.     | 2017. június 18.  |